# Montigny-sur-l'Hallue
Montigny-sur-l'Hallue é uma comuna francesa na região administrativa de Altos da França, no departamento de Somme. Estende-se por uma área de 4,91 km², com  (Montignyens) 197 habitantes, segundo os censos de 1999, com uma densidade de 40 hab/km².